# Декорум

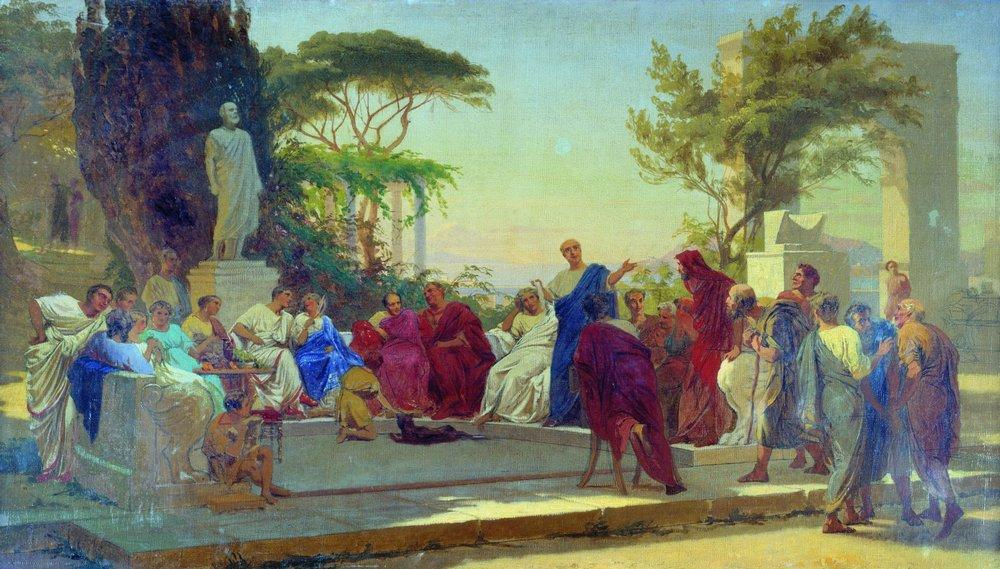
Чтение стихов Горацием, ранним приверженцем декорума. Картина Федора Бронникова

Декорум (от лат. decorum — правый, правильный), или приличия — принцип классической риторики, поэзии и теории театра, касающийся соответствия стиля и темы театрального представления. Понятие приличия применяется также к установленным пределам уместного социального поведения в установленных ситуациях.

## В риторике и поэзии
В классической риторике и теории поэзии декорум определяет уместность стиля теме. Аристотель (например, в «Поэтике») и Гораций (в «Науке поэзии») обсуждали важность соответствия стиля эпосу, трагедии, комедии и т. д. Гораций, например, говорит (в переводе М.Дмитриева): «Комик находит трагический стих неприличным предмету; // Ужин Фиеста — равно недостойно рассказывать просто // Разговорным стихом, языком для комедии годным. // Каждой вещи прилично природой ей данное место!»
Эллинистические и латинские риторы делили стиль на высокий, средний и низкий (или обычный); для каждого считались уместными определённый тип словаря и манера речи. такое деления стилей обсуждается в «Риторике для Геренния», приписываемой Цицерону. Ориентируясь на три ступени литературной карьеры Вергилия («Буколики», «Георгики», «Энеида»), античные, средневековые и ренессансные теоретики часто привязывали каждый стиль к определённому жанру: эпос (высокий стиль), дидактика (средний стиль) и пастораль (низкий стиль). В Средние Века эта концепция называлась «колесо Вергилия». Пуристы считают смешение стилей внутри одного текста неприличным, и высокий стиль логично был назначен эпосу. Однако отличительной чертой классического эпоса было стилистическое разнообразие (как видно из комических или эротических сцен в эпосах Вергилия и Гомера). Поэзия, по-видимому, шире любой другой литературной формы пользуется словами или выражениями, не свойственными обычной речи, и часто характеризуется особым языком поэзии.
С приходом христианства понятие приличия стало включаться в дихотомию сакрального и профанного иначе, чем в прежних классических верованиях. Хотя в Средние века религиозные сюжеты часто обогащались грубоватым юмором в «низком» ключе, особенно в средневековой драме, церковь тщательно следила, чтобы в более долговечных формах искусства последовательно применялся «высокий стиль». К эпохе Ренессанса эта смесь возрожденной античной мифологии и христианских сюжетов также рассматривалась с точки зрения декорума из-за возрастающего стремления художников смешивать в искусстве религиозные сюжеты с жанровой живописью или со светскими модными портретами. Католический Тридентский собор особо запретил, среди прочего, «неблагопристойное» в религиозном искусстве.
Понятие приличия, все сильнее ощущаемое, как тормозящее и бессмысленное, были агрессивно атаковано и деконструировано писателями-модернистами, в результате чего читательские ожидания уже больше не основывались на приличии. Вследствие этого юмор ироикомических поэм, литературного бурлеска и даже чувства ложного пафоса, основанный на нарушении приличий, в восприятии читателя двадцатого века притупился.

## В театре
В континентальной Европе в эпоху Ренессанса и пост-Ренессанса в театрах декорум оспаривался в связи с уместностью на сцене тех или иных действий или событий. Имитируя классические модели и теоретические работы Аристотеля и Горация (в том числе понятие трех единств), считалось, что некоторые вещи лучше оставить лишь в повествовании. В «Науке поэзии» Гораций (в дополнение к приведенным выше словам о соответствующей лексике и манере исполнения) советует драматургам соблюдать приличия, избегая изображения сцен, могущих эпатировать публику своей жестокостью или невероятностью: "Однако ж на сцене
```
          // Ты берегись представлять, что от взора должно быть сокрыто
          // Или, что скоро в рассказе живом сообщит очевидец.
            // Нет, не должна кровь детей проливать пред народом 
Медея
,
          // Гнусный 
Атрей
 перед всеми варить человеков утробы,
          // 
Прокна
 пред всеми же в птицу, а 
Кадм
 в змею превратиться:
          // Я не поверю тебе, и мне зрелище будет противно".
[
1
]
```

В Италии эпохи Возрождения декорум оспаривался Спероне Сперони в пьесе «Canace» (изображение инцеста между братом и сестрой) и Чинцио Джиральди в пьесе «Orbecche» (отцеубийство и жестокие сцены мести). В XVII в. во Франции понятие приличия (les bienséances) было ключевым компонентом французского классицизма как в театре, так и в литературе (см. Французская литература XVII века), и в изобразительном искусстве — см. иерархия жанров.

## Социальные приличия
Социальные приличия устанавливают уместное социальное поведение и благопристойность и, тем самым, связано с понятиями этикета и манер.
Правила социального приличия, как мы понимаем их под сохранением внешних приличий, были сознательно установлены Лордом Честерфилдом, который искал перевод для les moeurs: «манеры — слишком мало, мораль — слишком много.» Слово «приличия» сохраняется у Честерфилда в сильно редуцированной форме как элемент этикета: предписанные пределы уместного социального поведения в определённой ситуации. Использование этого слова в указанном смысле происходит в XVI в., у Роджера Эскэма, в «Scholemaster» (1570 г.), а потом находят отражение в тираде Мальволь в «Двенадцатой ночи» (пер. М.Лозинского): «Государи мои, вы с ума сошли? Или что с вами? Неужели у вас не хватает
ума, пристойности и вежества, чтобы не громыхать, как медники, в такой час
ночи? … Или у вас нет
ни уважения к месту и лицам ни малейшего такта?»
Приличия в зале суда, то есть необходимость при споре держать себя в определённых рамках, остается актуальным и сейчас: приличия в спорах были постоянной темой во время процесса по делу Симпсона.
В модели ООН почетный председатель может объявить: «Приличия!», если делегаты не соблюдают установленные правилами парламентские процедуры. Такое часто случается, если делегат выступает вне очереди, или если делегация мешает проведению конференции.